# Cybianthus quelchii
Cybianthus quelchii är en viveväxtart som först beskrevs av N.E. Brown, och fick sitt nu gällande namn av G. Agostini. Cybianthus quelchii ingår i släktet Cybianthus, och familjen viveväxter. Inga underarter finns listade i Catalogue of Life.